# Centrum Galaktyki

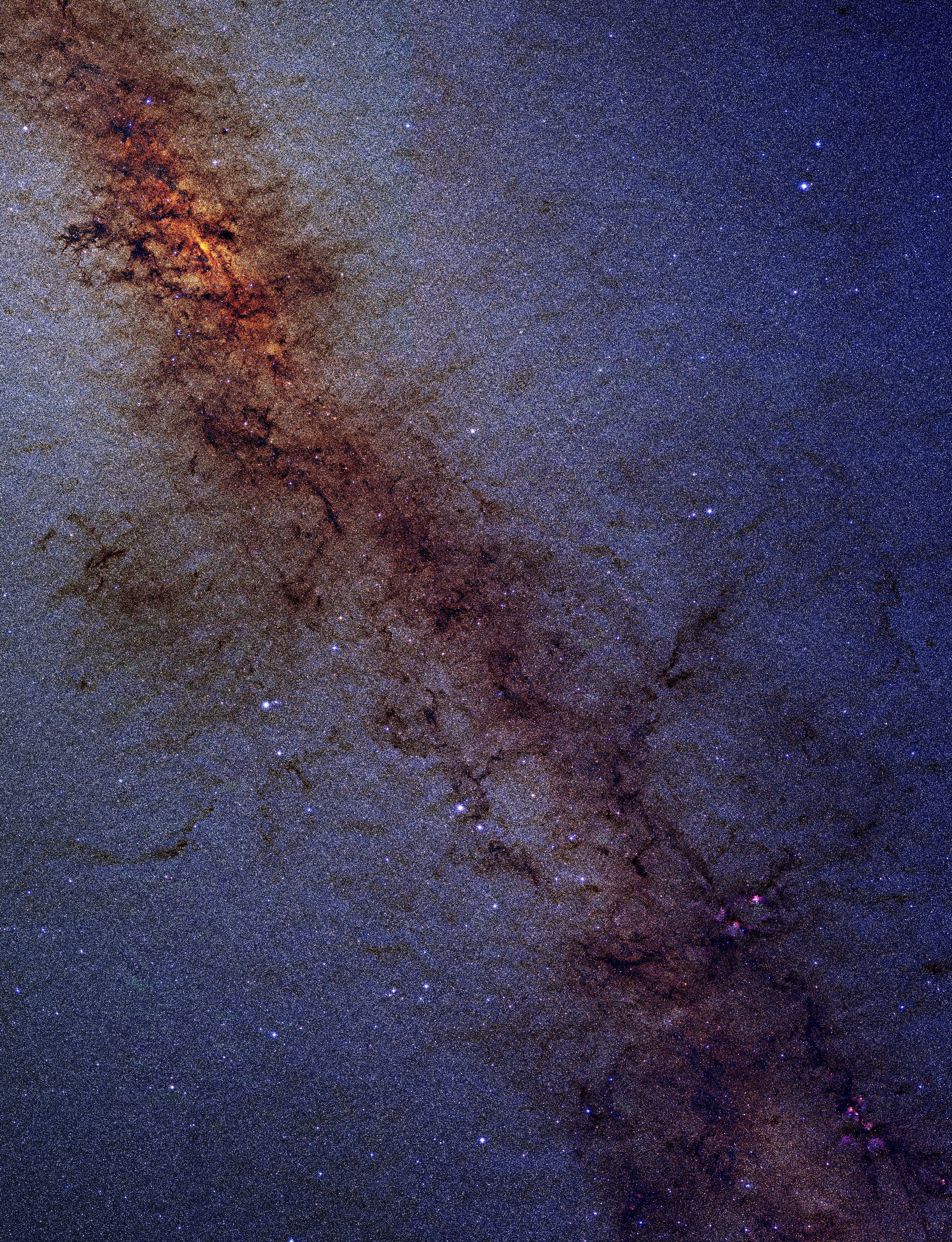
Obraz centrum Galaktyki zarejestrowany w podczerwieni przez jeden z teleskopów 2MASS

Centrum Galaktyki – dynamiczne centrum, wokół którego wiruje Droga Mleczna. Centrum Galaktyki znajduje się w odległości 8,54 kpc (27 900 lat świetlnych) od Ziemi w gwiazdozbiorze Strzelca. Znajduje się tam supermasywna czarna dziura, znaczne ilości gazu i pyłu oraz gwiazd.

## Obserwacje centrum Galaktyki
Współrzędne centrum Galaktyki zostały po raz pierwszy wyznaczone przez Harlowa Shapleya w 1918 roku na podstawie badania rozkładu gromad kulistych. W układzie równikowym współrzędne te wynoszą:
- rektascensja: 17h 45m 40,04s
- deklinacja: −29° 00′ 28,1″ (J2000)

Ponieważ w płaszczyźnie dysku Galaktyki znajdują się znaczne ilości gazu i pyłu, absorbującego promieniowanie optyczne, nadfioletowe i miękkie promieniowanie rentgenowskie, centrum Galaktyki nie może być bezpośrednio obserwowane w tych zakresach widmowych. Obserwacje emisji promieniowania z tego obszaru prowadzi się w zakresie radiowym, fal milimetrowych, w podczerwieni, a także w zakresie twardego promieniowania rentgenowskiego i promieniowania gamma.
Obserwacje radiowe wykazały istnienie w tym obszarze radioźródła Sagittarius A o złożonej strukturze, które ma trzy zasadnicze składniki: Sagittarius A East (pozostałość po supernowej), Sagittarius A West oraz bardzo zwarty Sagittarius A*. To ostatnie centrum emisji jest bezpośrednio związane z istnieniem supermasywnej czarnej dziury.
Obserwacje w podczerwieni pokazują istnienie trzech strug ciepłego, częściowo zjonizowanego gazu, które tworzą tzw. minispiralę. Sgr A* i minispirala otoczone są pierścieniem złożonym z mieszaniny neutralnego atomowego i molekularnego gazu z domieszką pyłu. Widoczne są też liczne gwiazdy.
Obserwacje rentgenowskie pozwalają stwierdzić istnienie także gorącej materii o temperaturze około miliona K, szczególnie w bezpośrednich okolicach czarnej dziury. Oprócz świecenia gorącego gazu obserwuje się też liczne rozbłyski rentgenowskie (a także radiowe i podczerwone) z okolic Sagittariusa A*.
Centrum Galaktyki zostało też zaobserwowane w zakresie TeV (promieniowanie gamma), ale pochodzenie tej emisji jest nieznane. Zapewne albo pochodzi z okolic czarnej dziury, albo jest związane z radioźródłem Sagittarius A East. Obserwacje nie są dostatecznie precyzyjne, aby podać dokładną lokalizację źródła.
Obserwacje otoczenia masywnej czarnej dziury w Sgr A* charakteryzują się bezprecedensową rozdzielczością ze względu na niewielką odległość od centrum Galaktyki: 1" odpowiada skali liniowej 0,04 pc.

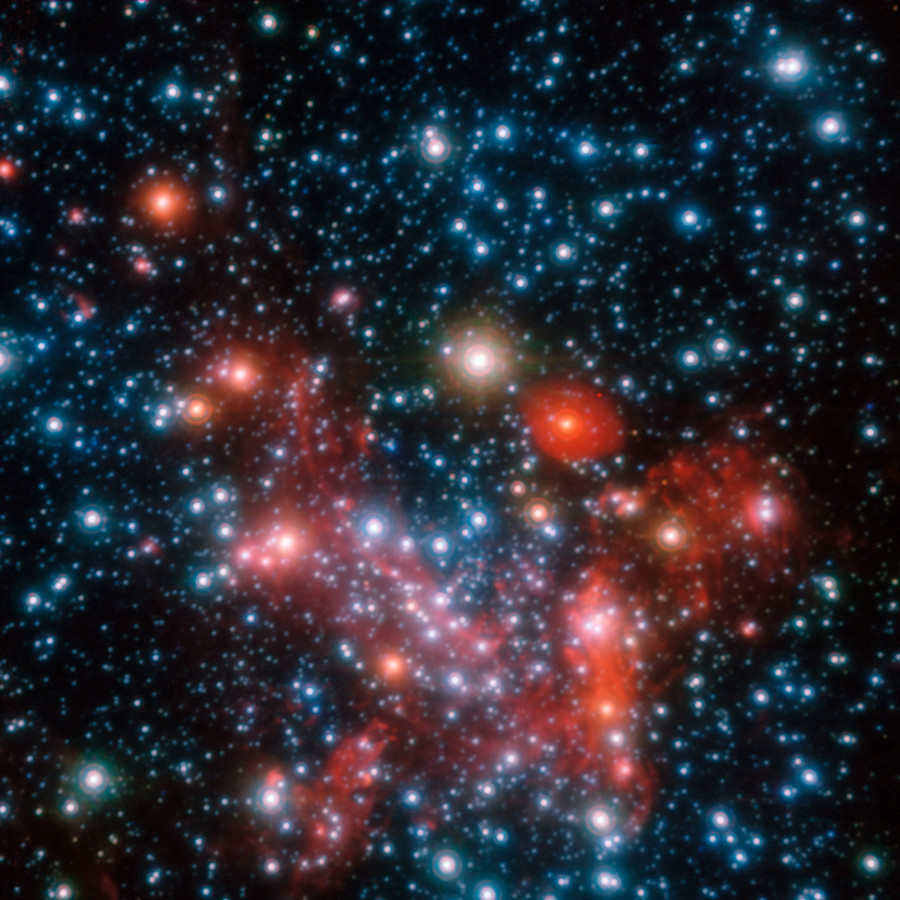
Centrum Galaktyki – zdjęcie w podczerwieni wykonane w grudniu 2008 przez Very Large Telescope (ESO). Na podstawie ponad 16-letnich obserwacji ruchów uwidocznionych gwiazd udało się wyznaczyć masę czarnej dziury zlokalizowanej w centrum Drogi Mlecznej.

## Supermasywna czarna dziura

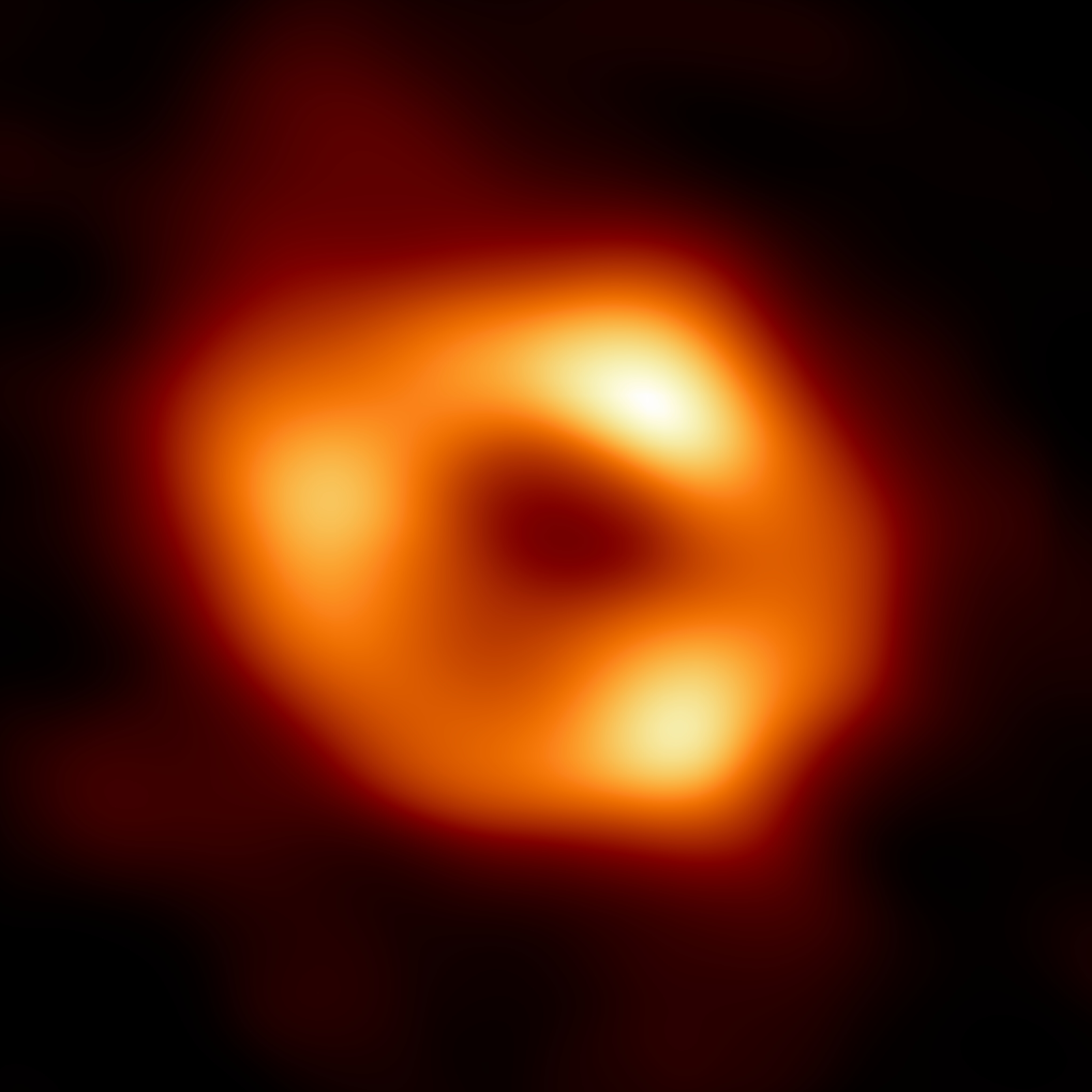
Sagittarius A* - obraz z EHT zrobiony w 2022

Badanie ruchu gwiazd pozwoliło na wyznaczenie masy centralnej czarnej dziury. Wartość masy otrzymana na podstawie ruchu gwiazdy S0-2, która wykonała już niemal kompletny obieg wokół Sgr A*, wynosi 4,33±0,06 milionów mas Słońca, natomiast analiza w oparciu o ruch tej i dodatkowo 27 innych gwiazd daje wartość 4,31±0,06 milionów mas Słońca. Błąd pomiaru może być jednak większy ze względu na systematyczny błąd wyznaczenia odległości do centrum Galaktyki.

## Gwiazdy
Otoczenie Sgr A* to liczne młode gwiazdy ciągu głównego typu O lub B. Te właśnie jasne gwiazdy, krążące blisko Sgr A* posłużyły do wyznaczenia masy centralnej czarnej dziury. Oprócz nich istnieją liczne znacznie starsze gwiazdy, a ocena ich wieku wskazuje na szereg okresów wzmożonej formacji gwiazd. Dla ponad 6000 gwiazd zawartych w promieniu 1 pc zbadano ruch własny. Obserwacje utrudnia ogromne zagęszczenie gwiazd i niezbędne jest wykorzystanie optyki aktywnej. Pewna część masy gwiazd jest też prawdopodobnie zawarta w formie nieświecących pozostałości po ewolucji gwiazdowej, takich jak czarne dziury, gwiazdy neutronowe lub białe karły.
Zagadkę stanowi pochodzenie młodych gwiazd. Badanie ich dynamiki pokazało, że nie krążą one przypadkowo wokół Sgr A*, ale tworzą dwa pierścienie, co sugeruje wspólne pochodzenie gwiazd z pierwotnych gazowych pierścieni. Z drugiej jednak strony utworzenie gwiazd w takim pierścieniu wydaje się nieprawdopodobne ze względu na silne siły pływowe, pochodzące od centralnej czarnej dziury. Dlatego zagadnienie to jest nadal intensywnie badane.
W odległości do 120 lat świetlnych od centrum Galaktyki znajdują się dwie zwarte, młode gromady gwiazd: Arches i Quintuplet.

## Pierścień
W centralnej części poprzeczki Drogi Mlecznej, dzięki obserwacjom wykonanym przez Obserwatorium Herschela w 2011 roku, zaobserwowano też pierścień przypominający kształtem symbol nieskończoności z dwoma płatami skierowanymi na boki. Te dwa płaty są dowodem, iż ta nieznana wcześniej struktura jest wyraźnie skręcona. Pierścień rozciąga się na przestrzeni 600 lat świetlnych. Z obserwacji wynika, że środek skręconego pierścienia jest przesunięty względem centrum Galaktyki i nie pokrywa się z nim.